# 毛尔布龙
毛尔布龙（德語：Maulbronn，發音：[maʊlˈbʁɔn] ⓘ）是德国巴登-符腾堡州卡尔斯鲁厄行政区恩茨县的城市，面积25.44平方千米，2023年12月31日人口为6,697人。
世界遺產毛尔布龙修道院位於該地。

## 友好城市
- 法國 瓦尔达翁